# Accelerometer
En accelerometer mäter accelerationen (a) relativt fritt fall (g), vilket är vektorn a - g. Denna  uttrycks ofta som en faktor gånger tyngdaccelerationen, g ≈ 9.8 m/s2. En accelerometer i fritt fall visar alltså noll, medan en accelerometer i vila på jorden visar -g, vilket svarar mot kraften per massenhet som behövs för att hindra ett föremål att falla. 

En enkel accelerometer kan konstrueras genom en liten testmassa på en fjäder. Moderna telefoner innehåller oftast en 3-axlig accelerometer, och även gyro och många andra sensorer. Tillsammans med lämpliga appar som Physics Toolbox eller PhyPhox kan telefonen därför användas som accelerometer.

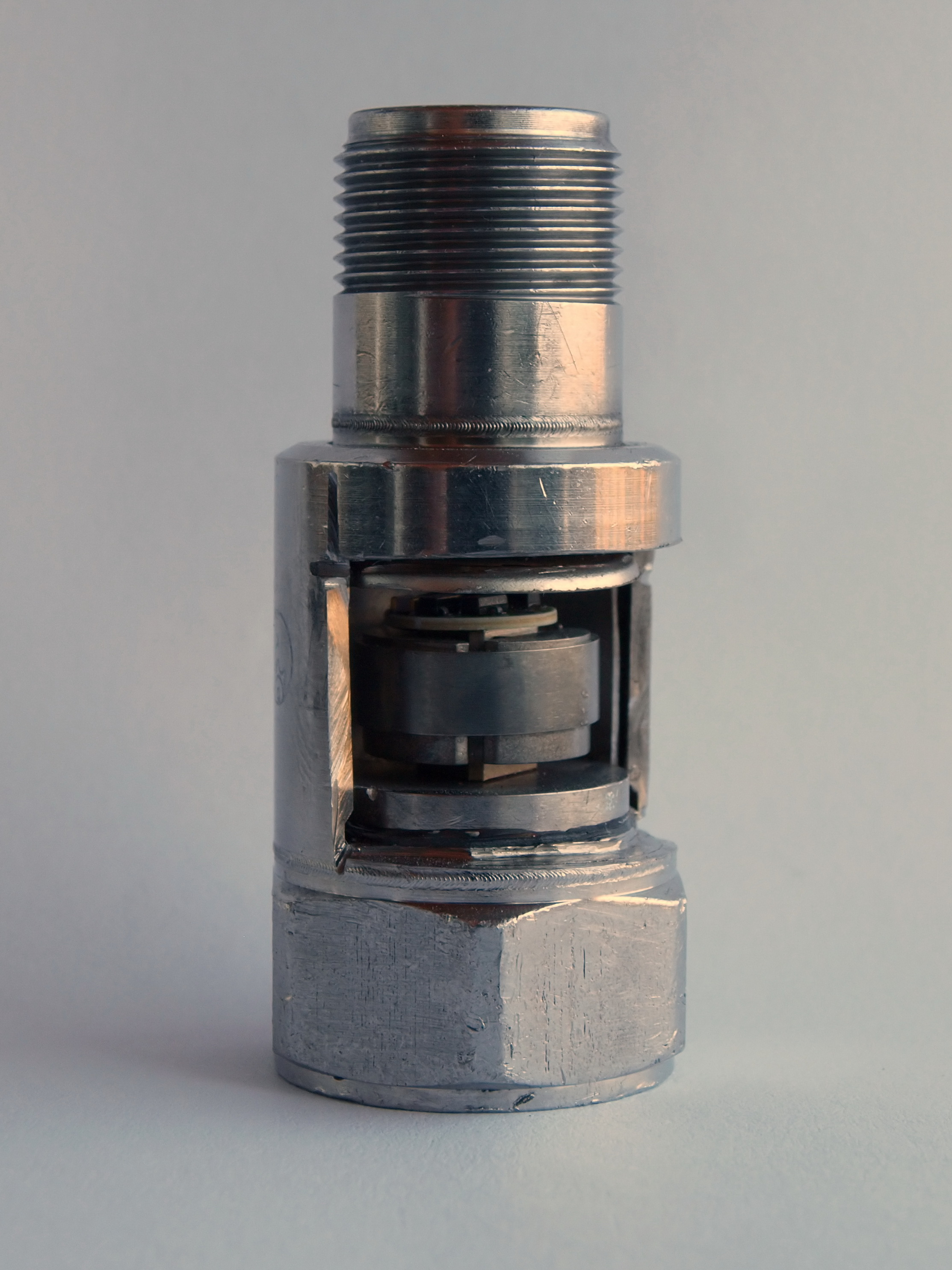
En piezoelektrisk accelerometer.

En accelerometer är ofta en typ av mätgivare vilken ger ifrån sig en elektrisk signal som är proportionell mot den acceleration givaren utsätts för. Principen är att accelerometerns hölje är fast förankrat i det föremål vars acceleration man vill mäta, medan en tyngd i dess inre inte är fäst i höljet. På grund av tyngdens tröghet kommer tryck/dragkrafter och/eller lägesförskjutningar att uppstå mellan tyngden och höljet, vilka omvandlas till elektriska signaler. 

## Exempel på accelerometrar
Äldre accelerometrar bygger på att lägesförskjutningen gör att magneter rör sig i spolar medan de flesta moderna accelerometrar fungerar med hjälp av en tyngd upphängd mellan piezoelektriska kristaller.
En helt ny princip har utvecklats. Mätenheten är gjord av en kiselstruktur. Denna typ av givare har mikroskopiskt små rörliga kiselstavar och blir därför mycket stryktålig. Den kan även känna av gravitation vilket gör att den kan användas som en lägesgivare. Den här typen av sensor finns bland annat i datorlika mobiltelefoner.
En vanlig accelerometer är känslig för rörelse i en riktning, och den påverkan som sker av rörelser i andra riktningar skall betraktas som störningar, känsligheten i dessa riktningar är mycket lägre, 1/10 till 1/100 eller ännu mindre. Det finns sammansatta accelerometrar för 2 och 3 riktningar också, på dessa är störningarna på grund av vibrationer i fel riktning ofta kompenserade.
Kända tillverkare av accelerometrar är bland annat PCB Piezotronics, Brüel & Kjær, Hugo Tillquist och Bently Nevada. Tillverkare av accelerometerkretsar (som kräver kringkomponenter) är Analog Devices.